# 樂樂溪

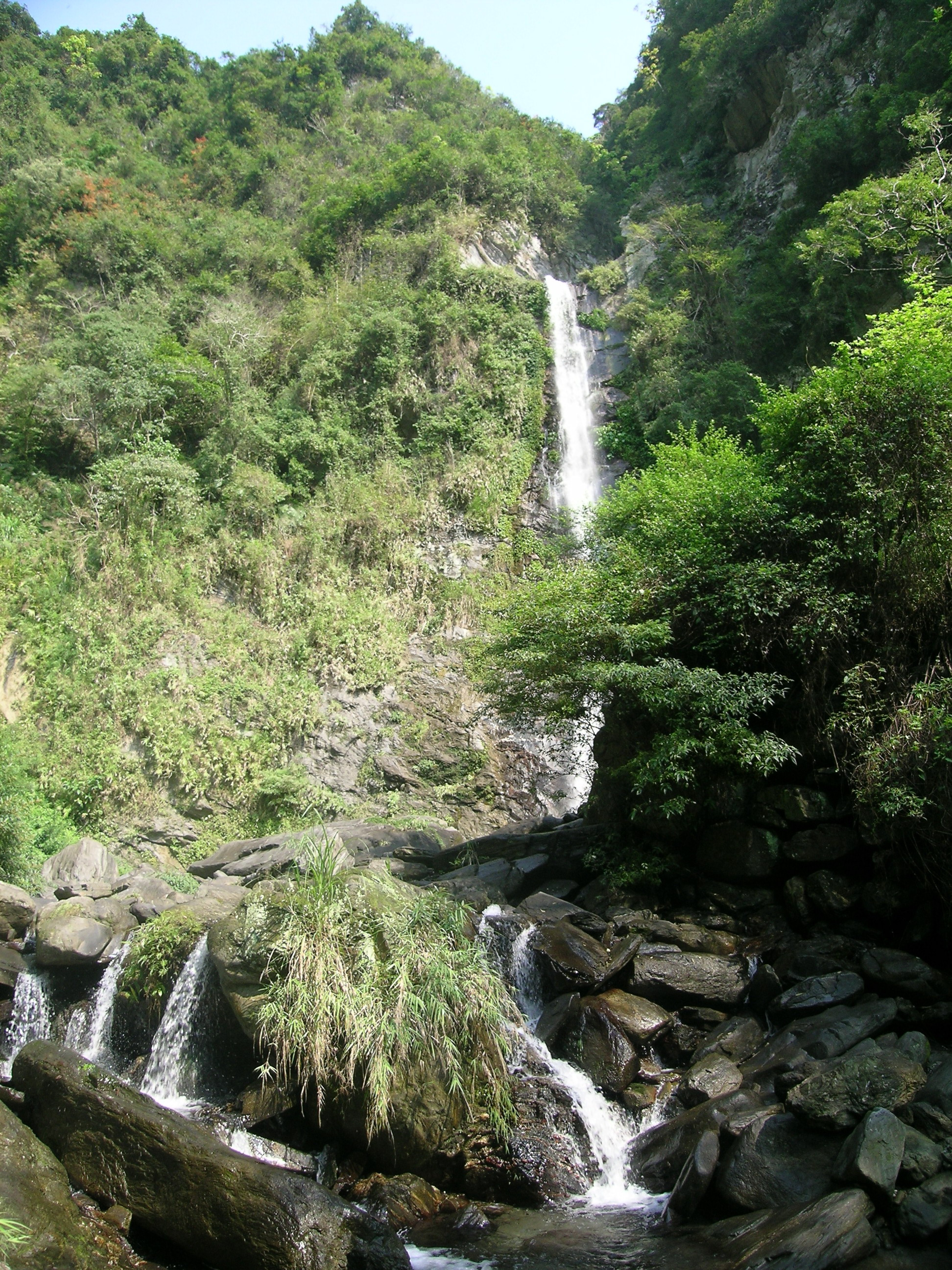
南安瀑布緊鄰著省道台30線流入樂樂溪。

樂樂溪，又稱樂庫樂庫溪、拉庫拉庫溪，是秀姑巒溪第一大的支流。樂樂溪本身源流為米亞桑溪，發源於中央山脈最高峰秀姑巒山東側，但整個水系的最遠源流則為其支流馬霍拉斯溪，發源於中央山脈的馬博拉斯山東側。米亞桑溪與發源自達芬尖山的另一支流塔達芬溪（即拖馬斯溪）合流後，始稱為「樂樂溪」。
此後逐漸匯集南北兩側各大支流，南邊為闊闊斯溪、伊霍霍爾溪與黃麻溪等溪；北邊為馬霍拉斯溪、馬戛次托溪（即明貢溪）與阿不郎溪（即塔洛木溪）等溪。匯流上述諸溪後，樂樂溪在卓樂（卓麓）的卓富大橋前與清水溪匯流，然後至玉里鎮安通附近匯入秀姑巒溪。該溪流經花蓮縣卓溪鄉與玉里鎮兩鄉鎮。
該溪流域西為中央山脈南二段主稜，南有新康山支脈，北面則是馬博拉斯山、馬利加南山東峰、布干山至玉里山稜線，周邊高山環繞。

## 命名源由
拉庫拉庫溪的「拉庫拉庫」或「樂庫樂庫」，來自於布農語：「Luk-Luk」。有三種說法：第一種說法是溪邊有很多無患子樹；第二種說法則是溪流沖打石頭所發出的聲音；第三種說法則是指「石頭很軟」，容易受水切割。
該溪流域多峽谷瀑布也可由此而見。
「樂樂」來自於閩南語「濁濁」的諧音。是指該溪較下游的支流清水溪混濁，所以取名為濁濁溪（即為樂樂溪，另日語漢字「樂樂」發音為Raku-raku）。亦有稱作「濁水溪」。

## 水系主要河川
- 樂樂溪：花蓮縣玉里鎮、卓溪鄉
  - 清水溪：花蓮縣卓溪鄉
  - 黃麻溪：花蓮縣卓溪鄉
  - 塔洛木溪：花蓮縣卓溪鄉
  - 馬戛次托溪：花蓮縣卓溪鄉
  - 伊霍霍爾溪：花蓮縣卓溪鄉
  - 馬霍拉斯溪：花蓮縣卓溪鄉
  - 闊闊斯溪：花蓮縣卓溪鄉
  - 塔達芬溪：花蓮縣卓溪鄉
  - 米亞桑溪：花蓮縣卓溪鄉

## 居民
該流域目前多數居民為布農族巒社群（takebanuad）。

## 觀光
樂樂溪流域為玉山國家公園範圍，在南安設有遊客中心。附近則有瓦拉米步道（瓦拉鼻步道）、日治八通關越嶺道、拉庫拉庫溫泉（大分溫泉）、南安瀑布、山風瀑布等景點。

## 文學
余光中曾為樂樂溪作詩〈拉庫拉庫溪〉如下：

〈拉庫拉庫溪〉

深山的秘密只有流水知道，

也只有流水會洩漏。

流水的身世只有深山記得，

從涓涓冷冷到急湍滔滔，

只有沿途的峻峭清楚。

只有終日無語的岩石，才會縱情無拘的澗水，

一路唱著起伏的牧歌，應大海的號召跳躍而去。

拉庫拉庫溪，永不回頭的浪子，

只有中央山脈的眾老，在天際為做講古，才能夠追述上游你清澈的童年。

## 交通
在新中橫公路的三條計畫路線當中，玉里玉山線（改編前的原台18線）是沿著樂樂溪谷開闢，並按照八通關越道路（即八通關古道日治部分）原有路基上計畫興築。目前，山風以西之路段已被放棄開闢，僅將山風至玉里之路段開通，並於2006年與玉長公路合併被編入為台30線。
樂樂溪流域尚有清代所修建的「中路」（現八通關古道清古道部分）。

## 參照
- 台灣河流列表
- 秀姑巒溪
- 玉山國家公園
- 瓦拉米步道（瓦拉鼻步道）
- 八通關古道
- 台30線
- 拉庫拉庫溫泉（大分溫泉）
- 南安瀑布
- 山風瀑布
- 布農族

## 解
1. ↑  一般認為樂樂溪本身起點為米亞桑溪、塔達芬溪合流處，然而依據經濟部水利署《網際水利地理資訊系統》電子地圖，米亞桑溪與塔達芬溪合流後仍舊稱為米亞桑溪，往東流至與闊闊斯溪會合處，始稱為樂樂溪，其中較長的源流闊闊斯溪發源於中央山脈三叉山、雲峰東峰、南雙頭山一帶，但那裡也不是整個水系的最遠源頭。